# マルセル・レイモンド
マルセル・レイモンド（Marcel Reymond、1911年7月7日 - 没年不詳）は、スイスの元スキージャンプ選手。

## プロフィール
1933年ノルディックスキー世界選手権で優勝、スイスに史上初の金メダルをもたらした。スイス勢が世界選手権で金メダルを得るのは2007年のシモン・アマン、2009年のアンドレアス・キュッテルまで待たなければならない。
レイモンドは2月8日に行われたこの大会で70.5mを飛び、ベルクイーゼルシャンツェのバッケンレコードを更新した。これは1927年に47.5mが記録されて以来の新記録で、オーストリアのJosef Gumpoldも70.5mを記録した。2月13日にビルゲル・ルートが74.0mと更新し、この記録はその後22年間保持された。
1936年ガルミッシュパルテンキルヒェンオリンピックでは28位だった。